# Теоретическая премия фон Неймана
Теоретическая премия фон Неймана — награда, присуждаемая сообществом Informs (англ. Institute for Operations Research and the Management Sciences) за вклад в исследование операций и теорию управления. Названа в честь Джона фон Неймана. Вручается ежегодно с 1975 года. Премия включает в себя 5000 долларов США, медальон и диплом.

## Лауреаты
Медалью были награждены:
- 1975: Джордж Данциг
- 1976: Ричард Беллман
- 1977: Феликс Полачек (англ.)
- 1978:  Джон Нэш, Карлтон Лемке (нем.)
- 1979: Дэвид Блэквелл (англ.)
- 1980: Дэвид Гейл, Гарольд Кун, Альберт Таккер
- 1981:  Ллойд Шепли
- 1982: Абрахам Чэрнс, Уильям Купер (англ.), Ричард Даффин (англ.)
- 1983: Герберт Скарф
- 1984: Ральф Гомори
- 1985: Джек Эдмондс (англ.)
- 1986:  Кеннет Эрроу
- 1987: Самуэль Карлин
- 1988:  Герберт Саймон
- 1989:  Гарри Марковиц
- 1990: Ричард Карп
- 1991: Ричард Барлоу (нем.), Фрэнк Просчан (нем.)
- 1992: Алан Хоффман, Филип Волфе (англ.)
- 1993: Роберт Герман
- 1994: Лайош Такач (англ.)
- 1995: Эгон Балаш
- 1996: Питер Фишбёрн (англ.)
- 1997: Питер Уиттл (англ.)
- 1998: Фред Гловер (англ.)
- 1999: Таррел Рокафеллар (англ.)
- 2000: Эллис Джонсон (англ.), Манфред Падберг (нем.)
- 2001: Вард Уитт (англ.),
- 2002: Дональд Иглхарт (нем.), Сайрус Дерман (англ.)
- 2003: Аркадий Немировский, Майкл Тодд (нем.)
- 2004: Майкл Харрисон (англ.)
- 2005:  Роберт Ауман
- 2006: Мартин Грётшел (нем.), Ласло Ловас, Александр Схрейвер
- 2007: Артур Вейнотт (нем.)
- 2008: Фрэнк Келли (англ.)
- 2009: Юрий Нестеров, Йинию Йе (англ.)
- 2010: Питер Глинн (нем.), Сёрен Амуссен (нем.)
- 2011: Жерар Корнуежол (нем.)
- 2012: Джордж Немхаузер (англ.), Лоуренс Уолси (нем.)
- 2013: Мишель Балински (англ.)
- 2014: Нимрод Мегиддо (англ.)
- 2015: Вацлав Хватал (англ.), Жан Лассерр (нем.)
- 2016: Мартин Рейман (нем.), Рут Уиллиамс (англ.)
- 2017: Дональд Голдфарб (англ.), Хорхе Носедаль (англ.)
- 2018: Димитрис Берцекас, Джон Цициклис